# Akita (dworzec kolejowy)
Akita (jap. 秋田駅 Akita-eki) – dworzec kolejowy w mieście Akita, w prefekturze Akita, w Japonii.

## Położenie

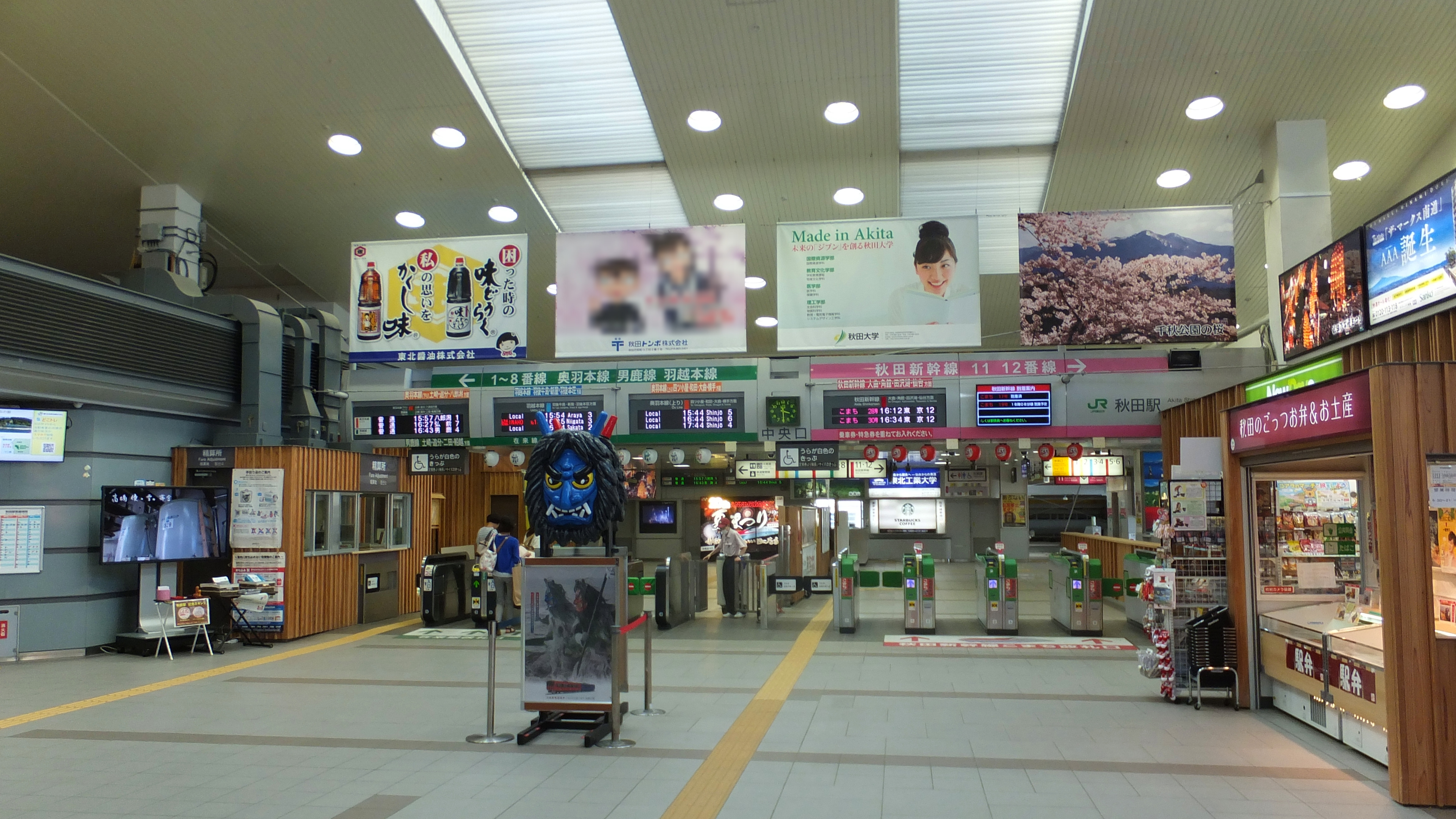
Wnętrze dworca

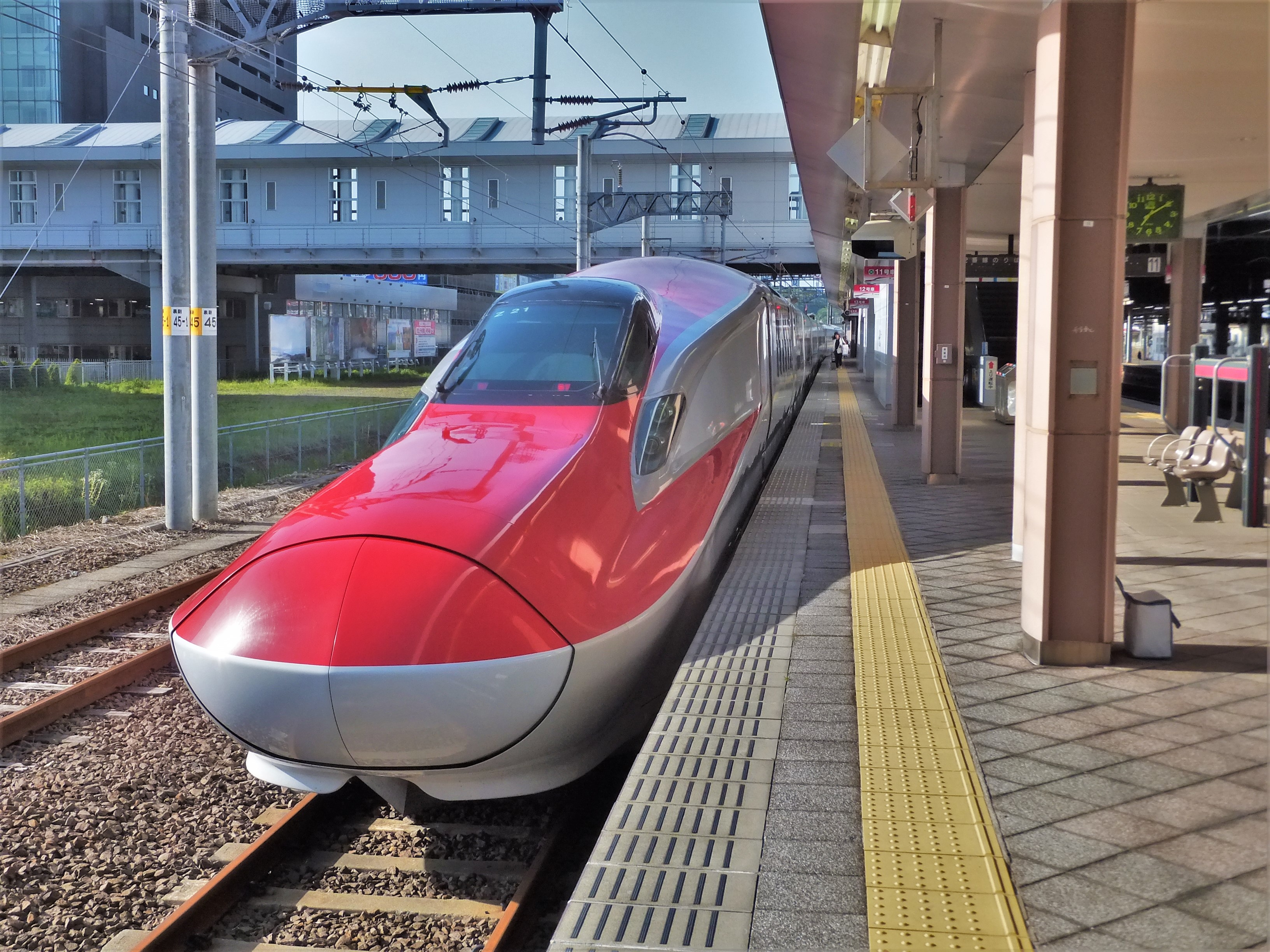
Shinkansen na peronie

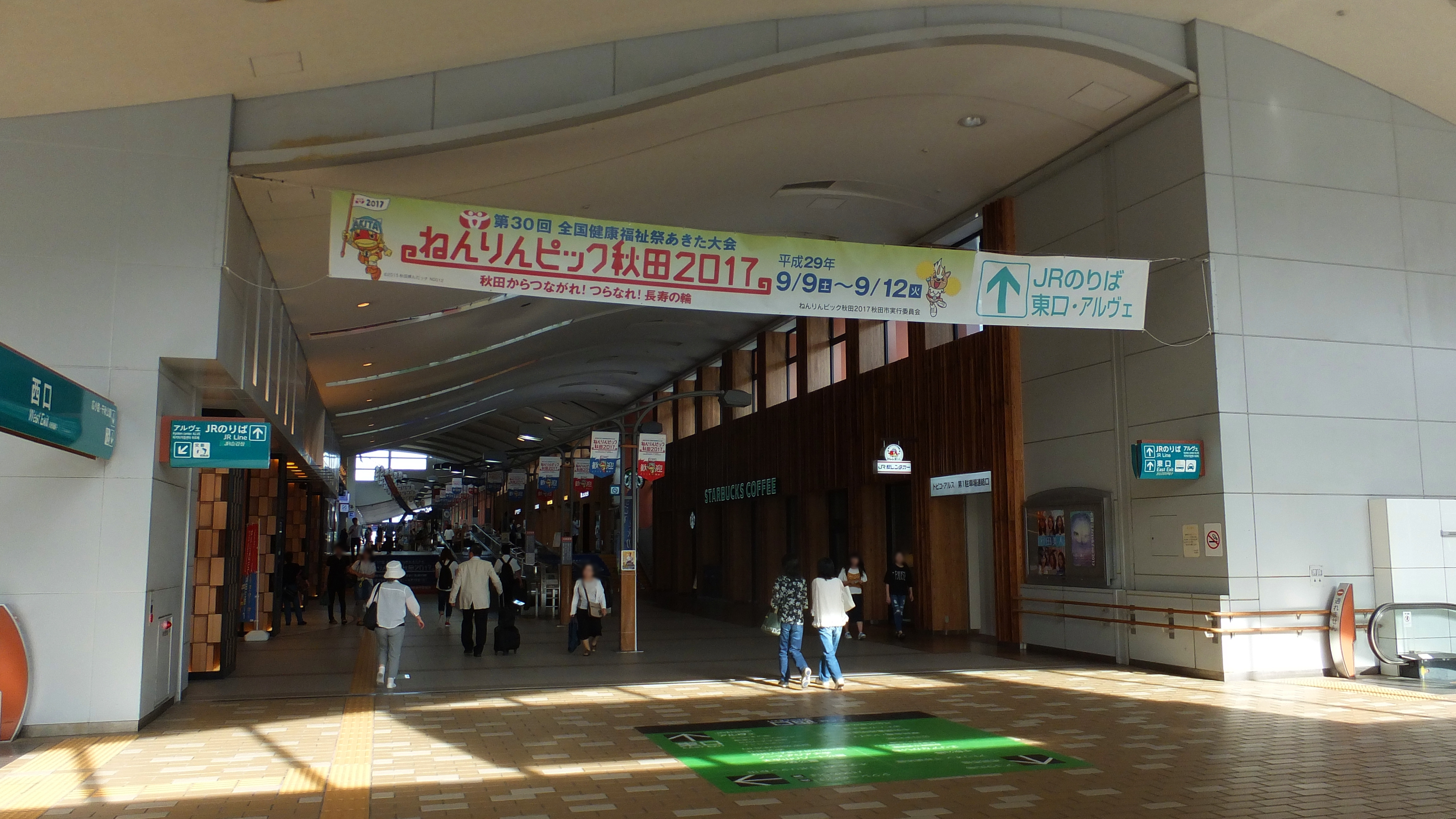
Wnętrze przejścia nadziemnego "Poporoad"

Dworzec znajduje się w centrum miasta, w dzielnicy Nakadori w kwartale 7-chōme, w pobliżu parku Senshū Kōen.

## Linie kolejowe
Akita jest węzłem kilku linii kolejowych. Przebiega przez nią linia Ōu-honsen. Ponadto stanowi ona punkt końcowy szybkiej kolei Akita Shinkansen oraz linii Uetsu-honsen. Dla linii Oga-sen jest punktem początkowym.

## Historia
Stacja została otwarta 20 października 1902 roku przez Japan National Railway. 16 marca 1997 roku ukończono budowę nowego dworca. 22 marca tego roku zaczął kursować Akita Shinkansen.

## Statystyki
W 2012 roku dworzec ten obsługiwał średnio 11 143 pasażerów dziennie.
| Rok podatkowy | Pasażerów średniodziennie |
| ------------- | ------------------------- |
| 2000          | 13 919                    |
| 2005          | 12 509                    |
| 2010          | 11 369                    |
| 2011          | 11 160                    |
| 2012          | 11 143                    |